# Filippo Maria Pandolfi
Filippo Maria Pandolfi (Bergamo, 1º novembre 1927 – Bergamo, 22 marzo 2025) è stato un politico italiano, esponente della Democrazia Cristiana.
È stato più volte ministro e commissario europeo.

## Biografia
La famiglia di origine di Pandolfi era borghese, il padre era un ingegnere civile ed esponente del Partito Popolare Italiano, attivo nella zona di Bergamo. Da ragazzino Pandolfi fece parte dell'Azione Cattolica. Appassionato di letteratura cristiana antica, opera e musica classica e arrampicata, al liceo Pandolfi fu compagno di banco di Mirko Tremaglia. Pandolfi si diplomò al liceo classico Paolo Sarpi di Bergamo. Partecipò alla Resistenza nelle file del Fronte della gioventù per l'indipendenza nazionale e per la libertà. Laureatosi in filosofia all'Università Cattolica del Sacro Cuore di Milano, si dedicò all'insegnamento. Fu insegnante presso il Collegio di Celana. Successivamente divenne dirigente della "Minerva Italica", una casa editrice bergamasca che pubblicava soprattutto testi scolastici.

### Carriera politica
Nel 1945 Pandolfi si iscrisse alla Democrazia Cristiana. Nel 1950 Giuseppe Dossetti lo chiamò come suo collaboratore all'interno della segreteria politica del partito. Nel 1960 Pandolfi divenne segretario della DC a Bergamo, consigliere comunale e capo della maggioranza consiliare. Dal 1964 al 1968 fu segretario provinciale del partito. Faceva parte della corrente dorotea del partito. Pandolfi fu membro della Camera dei deputati ininterrottamente dal 28 maggio 1968 al 19 dicembre 1988, sempre eletto nel collegio di Brescia-Bergamo nelle liste della DC. Dal 1976 in poi Pandolfi fu sempre il primo degli eletti nel suo collegio. Fortebraccio lo soprannominò "uomo dei polsini" a causa della sua eleganza e della sua presunta irresolutezza.

#### Incarichi di governo
Dal 1974 al 1988 Pandolfi ha ricoperto quasi senza interruzioni incarichi di governo. Venne nominato sottosegretario alle finanze nell'ambito del governo Moro IV il 28 novembre 1974 e mantenne l'incarico anche nel successivo governo Moro V, in carica fino al 29 luglio 1976. Successivamente venne nominato Ministro delle finanze nel governo Andreotti III (29 luglio 1976 - 11 marzo 1978).
Fu Ministro del tesoro nei governi Andreotti IV e V tra il 1978 e il 1979. Pandolfi riformò le regole di analisi e redazione del bilancio dello stato, e nel 1977 introdusse il sistema del versamento d'acconto delle imposte. Si occupò ampiamente dell'IVA, partecipò ai negoziati per l'istituzione del Sistema monetario europeo e condusse l'Italia ad aderire all'accordo di cambio dello SME, secondo il cosiddetto "piano Pandolfi" da lui presentato il 31 agosto 1978. Propose l'introduzione della lira pesante, ma senza successo, e nel 1977 introdusse il sistema del versamento d'acconto delle imposte. Pandolfi fu molto legato al governatore della Banca d'Italia Paolo Baffi.
Nell'estate del 1979 Pandolfi venne incaricato di formare il nuovo governo, ma non riuscì a ottenere il consenso sufficiente e divenne così presidente del Consiglio Francesco Cossiga. Pandolfi rimase ministro del tesoro nei governi Cossiga I e II, tra il 1978 e il 1980. Promosse la nomina di Tommaso Padoa-Schioppa a dirigente generale della Commissione delle Comunità europee. Nell'aprile 1980 organizzò il primo vertice informale del Consiglio Ecofin. Dal 1979 al 1980 Pandolfi fu direttore del comitato ad interim del Fondo Monetario Internazionale. Nel 1980 il governo tedesco pensò a lui come possibile presidente della Commissione delle Comunità europee, ma gli venne preferito Gaston Thorn.
Nel dicembre 1980 Pandolfi venne nominato Ministro dell'industria, del commercio e dell'artigianato nell'ambito del governo Forlani, fino al giugno 1981. Dopo una breve interruzione, dal 1º dicembre 1982 Pandolfi tornò a svolgere il medesimo incarico nell'ambito del governo Fanfani V. Nel 1981 presentò il piano energetico che prevedeva la costruzione di quattro nuove centrali nucleari. Fu vicino a Raoul Gardini. Il 4 agosto 1983 venne nominato Ministro dell'agricoltura e delle foreste nel governo Craxi I, e mantenne l'incarico anche nei successivi governi Craxi II, Fanfani VI e Goria, fino al 13 aprile 1988. Nel 1984 Pandolfi elaborò il piano agricolo nazionale.
Nel 1986 dovette poi affrontare lo scandalo del vino al metanolo in Italia.
Infine, fu durante il suo mandato che venne istituito nel 1984 il sistema europeo delle "quote latte". Pandolfi scelse come anno di riferimento per le quote il 1983, secondo dati fortemente sottostimati. Pandolfi venne contestato per questo, ma attribuì la colpa a un errore dell'ISTAT e promise che comunque eventuali sanzioni non sarebbero state applicate ai produttori italiani. Nel 1997 Pandolfi venne denunciato, assieme ai suoi successori al ministero, per presunti comportamenti omissivi in relazione alla mancata adozione delle sanzioni, ma nel 1998 venne assolto dalla Corte dei conti. A causa delle proteste Pandolfi fu anche costretto a rifiutare l'attribuzione della medaglia d'oro di benemerenza offertagli dalla città di Bergamo. Assieme a tre suoi successori al ministero, nel 1996 Pandolfi venne raggiunto da un avviso di garanzia per falso in bilancio e abuso d'ufficio relativamente all'agenzia per gli interventi sul mercato agricolo.

#### Commissario europeo
Alla fine del 1988 Pandolfi si dimise dalla Camera dei deputati, dopo essere stato indicato dal governo De Mita come commissario europeo dell'Italia. A partire dal 6 gennaio 1989 fece parte della Commissione Delors II come commissario europeo per la scienza, la ricerca, lo sviluppo, le telecomunicazioni e l'innovazione e la tecnologia dell'informazione e vicepresidente della Commissione. Rimase in carica fino al 6 gennaio 1993. Successivamente si ritirò dalla vita politica.
Pandolfi promosse il piano d'azione comunitario per lo sviluppo in Europa della televisione in alta definizione. Assieme a Leon Brittan, predispose il libro verde sulla liberalizzazione dei servizi postali adottato dalla Commissione nel 1992. Lanciò iniziative comuni nel campo della ricerca con i paesi dell'Europa centro-orientale e negoziò con gli Stati Uniti per ammorbidire la loro politica difensiva in materia di ricerca. Strinse rapporti particolarmente cordiali con Jacques Delors e Leon Brittan. Dal 2000 Pandolfi ha fatto parte del "Gruppo dei 10" dell'Istituto Luigi Sturzo.